# Dumaresq

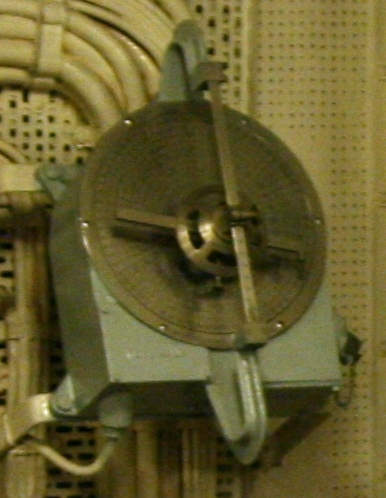
Un Dumaresq a bordo del HMS Belfast.

El Dumaresq es un dispositivo de cálculo mecánico inventado alrededor de 1902 por el teniente John Saumarez Dumaresq de la Royal Navy. Es un instrumento que, ajustado con la velocidad del buque propio y la demarcación relativa del enemigo, su inclinación y velocidad, calcula el rumbo y la velocidad relativos y los descompone en dos componentes: una a lo largo de la línea de mira, es decir, la razón de cambio en distancia, y la otra a través de la línea de mira, es decir, la deflexión del Dumaresq. 
A medida que avanzó su desarrollo se construyeron una serie de versiones de creciente complejidad.

## Descripción
El dumaresq consiste en una estructura circular en cuyo borde superior se ha grabado una escala desde el 0° al 180°, rojo y verde en relación con la barra de la Línea de Crujía que está montada sobre la estructura. La estructura misma, con esta barra, está apernada paralela a la línea de crujía de la nave.
Debajo de la barra de la Línea de Crujía está montado un cursor que se desplaza a lo largo de un eje de goma y que lleva un cursor índice que se puede mover hacia atrás desde el centro en una escala graduada de 0 a 35 nudos de velocidad propia. Este eje de goma está conectado por un engranaje a la placa de base que lleva la flecha de la línea de mira y mantiene la línea cero de la placa de inclinación paralela a esta línea de mira. La placa de inclinación está graduada de 0° a 180° derecha e izquierda, en la cual se coloca la inclinación del enemigo mediante un índice que tiene la Barra del Enemigo. La cara inferior de la placa de inclinación está dentada y puede acoplarse con dentaduras similares en el lado superior de otra placa presionando hacia abajo sobre la placa del pulgar en la parte superior de la corredera. Este plato inferior lleva la Barra del Enemigo.
La barra del enemigo está graduada en nudos para la velocidad del enemigo de 0 a 35 nudos hacia la popa y lleva en la parte inferior un puntero con el cual se lee en la placa base la razón de cambio y la deflexión. La placa base en la que está grabada la punta de la línea de mira gira dentro del bastidor circular por medio de una rueda dentada. Está inscrita con líneas paralelas a la línea de mira, la separación de las líneas representan 4 nudos. Las líneas perpendiculares a la línea de mira se gradúan en pasos de 200 yardas de cero a 2.000 yardas abriendo en la mitad superior y de cero a 2.000 yardas cerrando en la mitad inferior de la placa. Una ranura cortada en ángulo recto a la línea de mira a través del centro de la placa base; debajo de la ranura está montado el tambor de deflexión capaz de girar a una escala de distancias en el perímetro izquierdo y que tiene curvas graduadas de cero en el centro, hacia afuera a izquierda y derecha. Las graduaciones están en unidades o nudos, dependiendo de las graduaciones en el dial de deflexión del alza del cañón. Estas curvas y distancias son aplicables solamente al cañón de cuya tabla de tiro se calcularon las graduaciones. Este tambor es fácilmente desmontable para reemplazarlo por otro tambor graduado para un cañón de calibre diferente.

## Operación
El dumaresq tenía las siguientes entradas:
- 1.- La velocidad del buque propio - desde la corredera.
- 2.- Rumbo del buque propio - desde el girocompás.
- 3.- Rumbo del buque enemigo -  estimación enviada por el oficial artillero.
- 4.- Velocidad del buque enemigo - estimación enviada por el oficial artillero.
- 5.- Razón de cambio en distancia ordenada por el oficial artillero.

Los telémetros enviaban la distancia observada al ploting de distancia ubicado en la Central donde se calculaba la razón de cambio en distancia sugerida que era informada al oficial artillero y realimentada a los telemetristas.
- 6. Razón de cambio de la demarcación - desde el ploting de demarcación.

Del Dumaresq salían los siguientes datos: 
- 1.- Razón de cambio en distancia al Reloj de distancia.
- 2.- Deflexión corregida por la distancia al Totalizador de deflexión.[3]

## Mark I
El Dumaresq Mk I fue fabricado por Elliott Brothers, quien pagó y obtuvo una patente sobre el dispositivo en nombre de su inventor, John Dumaresq, en agosto de 1904. En 1906 el dispositivo había sido modificado para añadirle un mira de modo de obtener directamente la demarcación al buque blanco. Hacia 1913, la Royal Navy había comprado aproximadamente 1.000 dispositivos de varias versiones a un costo de 10.000 libras esterlinas.

## Mark II
El Dumaresq Mk II era igual que el Mk I, pero más grande y estuvo en producción por Elliotts en 1907. En 1909 se propuso añadir un anillo del compás a la placa de marcación, y otro montado en la barra cruzada para el buque enemigo. Esto fue añadido a las versiones Mark II y Mark III .

## Mark IV
La versión del Mk IV fue desarrollada en 1910, destinada a ser utilizada dentro de la torre, operando independientemente del control centralizado de fuego. El dispositivo costó £ 4,50. 

## Mark VI
Esta versión incluía una manilla en un lado, que giraba la placa de dial, y con ella la barra del enemigo. La demarcación relativa del barco enemigo podía mantenerse dentro de unos pocos grados durante un giro del "buque propio".
En 1908 Frederic Dreyer sugirió una mejora, añadiendo engranajes para que la barra del enemigo alterara la dirección automáticamente cuando se girara la placa de demarcación. Esto permitió una corrección automática de la dirección del enemigo cuando el buque propio cambiaba de rumbo. Un modelo similar "libre del timón" Mark VI * con un reloj de distancia y demarcación y una placa de demarcación fija permitió una entrada del girocompás para realizar un seguimiento automático del rumbo del buque propio cuando cambiaba de rumbo, y también fue incorporada en la mesa Dreyer de Control de Fuego Mk III y III* Dicho equipo fue muy especializado para un contexto de control de fuego más amplio.

## El Dumaresq Eléctrico
Este modelo fue máximo en complejidad para el dumaresq y fue creado para ser empleado en las más modernas mesas Dreyer de WW-I, las marca IV y IV*. Las características especiales de los dumaresq eléctricos eran muy particulares para ser empleadas en las FCT de Dreyer en los que estaba montado, encima del un reloj de distancia. Al igual que el Mark VI*, no dependía del timón, el girocompás le enviaba el rumbo propio continuamente, y un reloj de demarcación trataba de mantener la placa de demarcaciones. Este nuevo aparato era un elaborado dispositivo eléctrico que, cuando se activaba, aplicaba de forma continua y automática la razón de cambio en distancia al reloj de distancia y convertía la velocidad indicada de través en la deflexión para los cañones a la distancia presente. Estos accesorios especiales estaban superando la complejidad inherente de los mismos dumaresq.

## Mark VIII
Este dumaresq (modelo del Almirantazgo 5969A) estuvo en servicio durante toda la Segunda Guerra Mundial. Era compacto, tenía una barra transversal fija y un engranaje especial mantenía el rumbo del enemigo cuando se modificaba el rumbo propio. Todos los ajustes eran manuales. Un puntero gráfico especial en la placa de inclinación orientada con el eje de la velocidad a través podía ser llevado a la distancia presente y podía convertir rápidamente la velocidad a través en la deflexión del cañón. Ya que esto se hacía simplemente moviendo el pulgar sugiere que este dumaresq estaba destinado a funcionar en ausencia de sistemas más avanzados como la Mesa Almirantazgo de Control de Fuego que estaba entonces en servicio.

## Dumaresq del viento
Antes que terminara la Primera Guerra Mundial, un dumaresq especializado propuesto por el comandante FC Dreyer fue incorporado a la Mesa de Control de Fuego de Dreyer junto al rumbo principal y para anular la influencia del viento de través sobre las granadas mientras volaban hacia el objetivo . En el dumaresq del viento, las barras vectoriales restaban el movimiento del barco propio del vector del viento verdadero para producir el vector del viento relativo, que se llamó "viento que sientes". Se hacía girar un puntero gráfico a través de la placa de demarcación llevándolo a la distancia presente del cañón y sus marcas indicaban una corrección adicional a la deflexión que se aplicaría a las alzas de los cañones para anular la influencia del viento cruzado. Esta dato se leía proyectando el vector de la suma en el gráfico del rodillo.

## Después de la Primera Guerra Mundial
Los dumaresq más sofisticados desaparecieron lentamente después de la Primera Guerra Mundial, su funcionalidad se manifestó en otro hardware. El diseño del dumaresq no estaba bien adaptado para ser integrado en esquemas más amplios de control de disparo automatizado. Sin embargo, todavía se podía encontrar un dumaresq de viento en las Centrales del HMS Belfast y el HMCS Sackville. Los dumaresq normales de simplicidad casi regresiva continuaron siendo utilizados durante la Segunda Guerra Mundial en buques auxiliares y en transportes.

## Mark XI
Un ejemplo de los dumaresqs espartanos que sobrevivieron más allá de la Primera Guerra Mundial, eran muy simples, con barras fijas y una velocidad propia de 12 nudos que no podían ser alterados. La velocidad estándar sugiere que estaba destinada a ser utilizada en convoyes en los buques de tipo transporte. La placa de demarcación carecía de marcas para la razón de cambio en distancia, lo que implica que el personal de control de fuego de la nave no tenía ningún reloj de distancia absoluto y que este dispositivo era sólo para dar una idea de la deflección que se debía utilizar en las alzas de los cañones. Una indicación adicional de que éstos debieron ser utilizados por personal menos entrenado intensivamente es que la placa de demarcación ofrece como ayuda una imagen del brocal de un cañón que se debía apuntar hacia el barco enemigo.

## Mark XII
Éstos eran casi idénticos al modelo Mark XI, pero tenían marcas de la razón de cambio en distancia el dial de su placa. Debe haber sido para naves del convoy que contaban con al menos un reloj de distancia Vickers cuya razón de cambio podía establecerse de acuerdo con esta indicación.